# 意大利铁甲舰列表

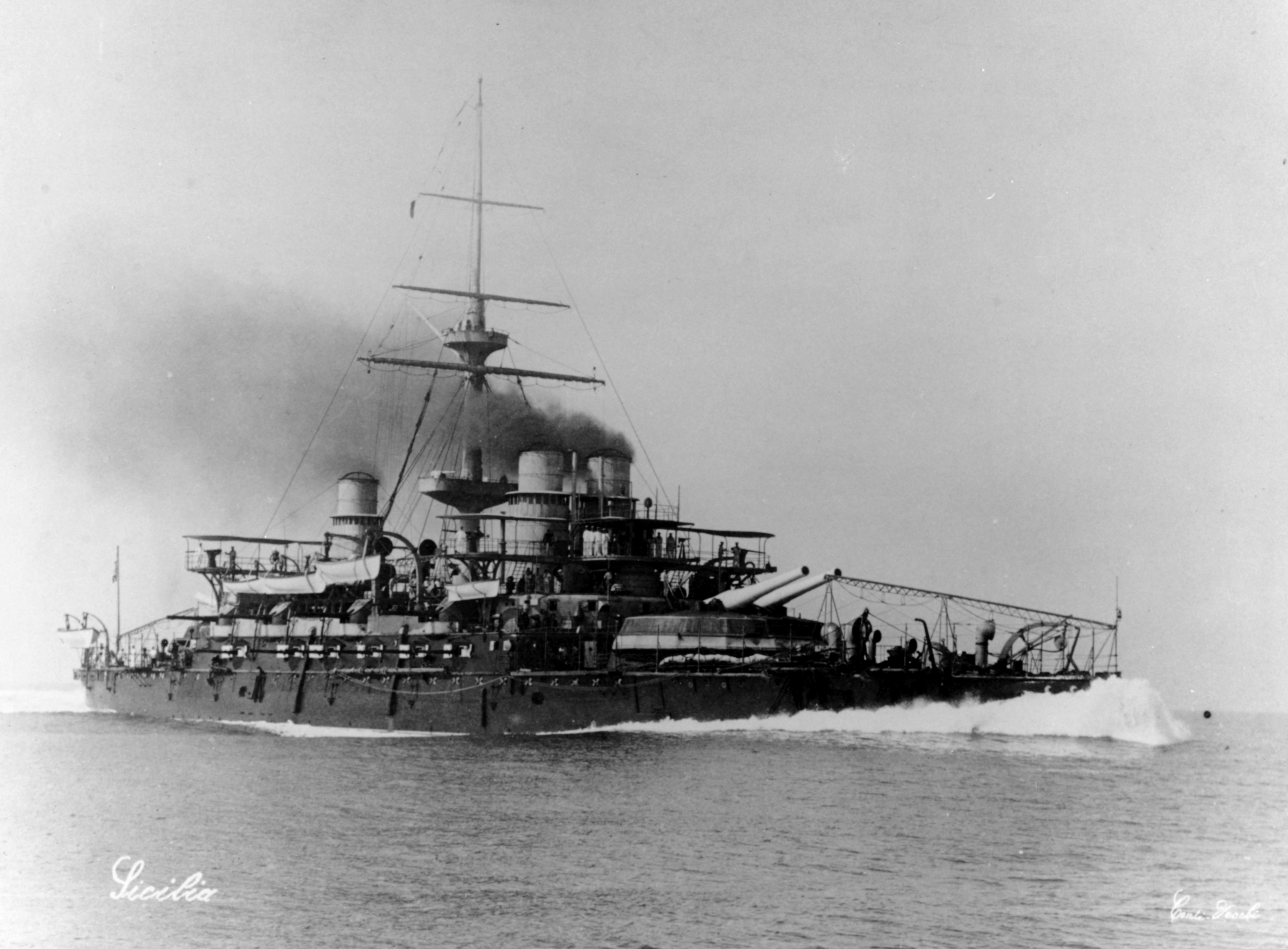
翁贝托国王级“西西里”号铁甲舰在海试中全速前进。

意大利铁甲舰列表收录所有包括从撒丁王国海军开始到意大利皇家海军所建造的所有铁甲舰。
这些舰只组成了意大利皇家海军战力。这些舰只中的第一批是两艘从法国订购的强大级小型船旁列炮铁甲舰：“强大”号和“可畏”号，这两舰采用法国的设计方案建造。紧随其后的是三艘意大利自行建造的卡里尼亚诺王子级铁甲舰：“卡里尼亚诺王子”号、“墨西拿”号以及“佛得伯爵”号，这些原本是由建造中的无装甲军舰改装而来。接下来的海外订购包括两艘美国建造的意大利国王级铁甲舰：“意大利国王”号和“葡萄牙国王”号、四艘法国建造的玛利亚·皮亚皇后级铁甲舰：“玛利亚·皮亚皇后”号、“圣马蒂诺”号、“卡斯特尔菲达多”号和“安科纳”号，以及一艘英国建造的撞角铁甲舰“铅锤”号，它们都是在1861年至1863年间建造的。1863年至1865年期间，又有四艘意大利第一代铁甲船在意大利铺设龙骨，分别是两艘罗马级，“罗马”号和“威尼斯”号，以及两艘阿玛迪奥王子级，“阿玛迪奥王子”号和“帕莱斯特罗”号。1866年利萨海战后，意大利海军舰队因战败而逐渐不被意大利政府重视，新舰只的设计和建造也被叫停。
直到19世纪70年代，意大利政府才重新考虑新造军舰计划以应对日趋强大的奥匈帝国海军。此后，意大利造船师贝纳德通·伯林设计了两艘卡约·杜里奥级铁甲舰：“卡约·杜里奥”号和“恩里克·丹多洛”号是为意大利建造的第一批蒸汽动力铁甲舰。意大利级铁甲舰两舰“意大利”号和“勒班托”号则是伯林主持设计的第二批铁甲舰。在卡约·杜里奥级的基础上降低了侧舷装甲设计以换取更高的航速。
19世纪末建造的三艘劳利亚的鲁杰罗级铁甲舰：“劳利亚的鲁杰罗”号、“弗朗切斯科·莫罗西尼”号和“安德烈亚·多利亚”号，则是意大利铁甲舰造舰历程中少数背离贝纳德通·伯林设计理念的舰只。然而意大利建造的最后三艘铁甲舰又回归到了伯林的设计理念，这就是翁贝托国王级的“翁贝托国王”号、“西西里”号和“撒丁”号。

## 历史
从1860年开始，撒丁王国海军开始订购铁甲舰。翌年，在意大利统一后不久，就成立了意大利皇家海军。也是在这一时期，木质战舰逐渐被铁甲舰所取代。意大利也在这一时间开始建造铁甲舰以及前无畏舰。
大多数铁甲舰建造于奥地利与意大利之间的铁甲舰军备竞赛之初。几乎所有这些铁甲舰都在1866年第三次意大利独立战争时投入使用，并参加了1866年7月的利萨海战。这次战斗中，意大利舰队投入了12艘铁甲舰，舰队总规模达到接近7万吨。被规模小于它的奥地利海军击败，“意大利国王”号铁甲舰被击沉。这一结果导致意大利海军在一段时间内不被重视，海军预算减少，新造舰工程也停止。到了19世纪70年代初，意大利政府开始了一项新的建设计划，以对抗当时强大起来的奥匈帝国海军。作为建设计划的一部分，海军部长贝纳德通·伯林负责规划建造大部分的舰艇。首先是两艘舰艇携带四门重达100吨大炮的卡约·杜里奥级。紧随其后的是两艘意大利级铁甲舰，这两舰取消了早期设计的重型侧面装甲，以换取超高的航速。这使得这两舰被称为“原型战列巡洋舰”。作为伯林失势后对因大型军舰建造所造成后果的反应，海军订购了三艘较小型的劳利亚的鲁杰罗级铁甲舰。意大利第二代铁甲舰的最后一批，翁贝托国王级则再次由伯林设计。
意大利第二代铁甲舰的服役生涯大多平淡无奇，大部分时间都花在了训练上。尽管意大利与奥匈帝国存在竞争关系，但是在1882年意大利与德国和奥匈帝国共同签署组成了“三国同盟”，这使得意大利的海军战略对象变为法国。因此，这一时期的舰队演习改为将法国海军作为假想敌进行模拟战斗。部分铁甲舰在1911年到1912年间参加了意土战争，为意大利在北非的军队提供火力支援。到1915年意大利加入第一次世界大战时，那些仍在服役的舰只继续在亚得里亚海的意大利港口担任警备舰。大多数留存到战后的舰只都在20世纪20年代被拆解，仅有“劳利亚的鲁杰罗”号被改造成一个浮动的油料仓库，在第二次世界大战期间还在服役，并于1943年被盟军的轰炸机击伤后自沉。
| 主炮   | 主炮的数量和类型                                     |
| 装甲   | 舰体装甲最大厚度                                     |
| 排水量 | 战斗状态下满载排水量                                 |
| 推进器 | 传动轴的数量，推进系统的类型、可提供的最高航速和功率 |
| 服役   | 舰只开建和结束建造的日期以及其最终结局               |
| 开建   | 开始安放龙骨的日期                                   |
| 下水   | 舰只下水的日期                                       |
| 完工   | 舰只完成建造、交付使用的日期                         |
| 结局   | 舰只最终结局（例如沉没、拆解）                       |

## 船旁列炮铁甲舰

### 强大级

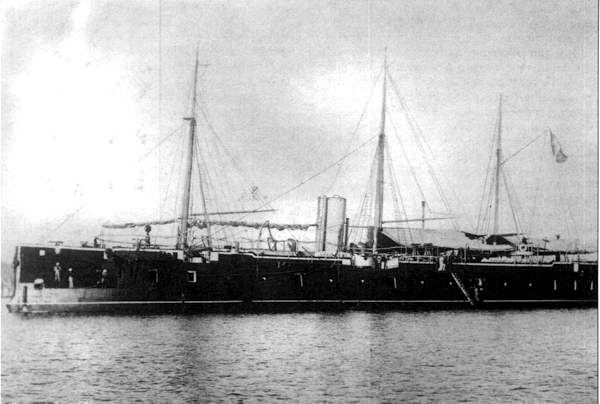
“强大”号在1861年的图片。

1860年，就在撒丁国王维托里奥·埃马努埃莱二世统一意大利之前不久，撒丁王国从一家法国造船厂订购了意大利第一批铁甲舰——两艘强大级铁甲舰。这两舰最初被设计为装甲水上炮台，类似于在1855年金伯恩战役中被证明十分有效的法国毁灭级铁甲舰。然而当建造工程开始后，两舰被重新设计为可以远海航行的船旁列炮铁甲舰，这也使得原定的30门舰炮被减少到了20门。由于奥地利占据有最多的意大利人聚居地，是意大利收复故土主义最大的障碍，因此本级两舰成为了旨在击败奥地利海军铁甲舰队的基础。
两舰在1866年第三次意大利独立战争期间，参加了包括利萨海战在内的对奥地利作战行动。然而两舰实际并未在利萨海战中直面奥地利舰队。在战斗开始对前一天，“强大”号因在攻击利萨岛上的岸防工事时遭到严重损伤而不得不撤退回港进行维修，而“可畏”号则被安排住宅在战场以南很远的海域，直到战斗结束时才匆匆抵达战场。之后两舰都在1870年代进行了现代化改造，但由于当时海军装备技术的快速发展，本舰级的设计很快就被中央炮房舰以及后来的炮塔舰超越。“强大”号和“可畏”号从19世纪80年代中期开始担任训练舰，分别于1903年和1904年报废拆解。
| 舰名          | 主炮                                 | 装甲           | 排水量                 | 推进器                                            | 服役       | 服役          | 服役      | 服役           |
| 舰名          | 主炮                                 | 装甲           | 排水量                 | 推进器                                            | 开建       | 下水          | 完工      | 结局           |
| ------------- | ------------------------------------ | -------------- | ---------------------- | ------------------------------------------------- | ---------- | ------------- | --------- | -------------- |
| “强大”号 （Formidabile） | 4门203（8英寸）炮 16门164（6英寸）炮 | 4.3英寸（109） | 2,807長噸（2,852公噸） | 单轴，单胀蒸汽机， 10節（19每小時；12英里每小時） | 1860年12月 | 1861年10月1日 | 1862年5月 | 1903年报废拆解 |
| “可畏”号 （Terribile） | 4门203（8英寸）炮 16门164（6英寸）炮 | 4.3英寸（109） | 2,807長噸（2,852公噸） | 单轴，单胀蒸汽机， 10節（19每小時；12英里每小時） | 1860年6月  | 1861年2月16日 | 1861年9月 | 1904年报废拆解 |

### 卡里尼亚诺王子级

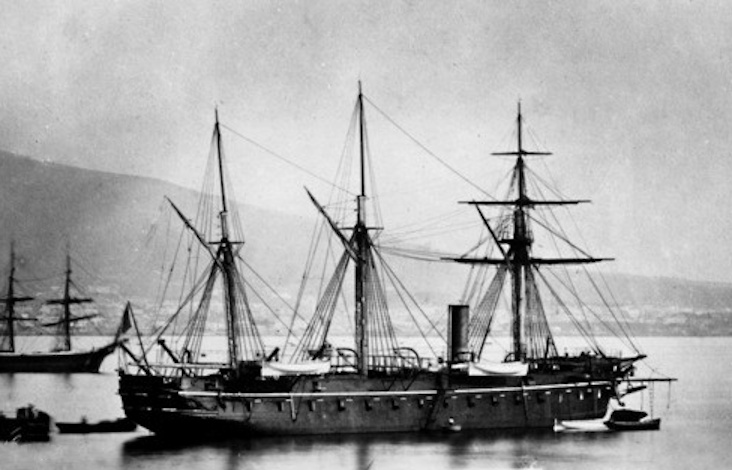
“卡里尼亚诺王子”号在1863年的图片。

在撒丁王国订购两艘强大级铁甲舰的同时，还订购了两艘无装甲蒸汽巡航舰，“卡里尼亚诺王子”号和“墨西拿”号。和强大级一样，两舰在铺设龙骨后又被重新设计成船旁列炮铁甲舰。然而第三舰“翁贝托王子”号由于建造进度过快不适用于改造方案，因此依然按照木制舰只建造。为了代替“翁贝托王子”号，海军另外订购了“佛得伯爵”号并再次优化了设计案。与前两舰略有不同，“佛得伯爵”号并没安装完整的水线装甲带。其水线装甲仅覆盖了舰首和舰尾。三舰都装备了203（8英寸）和164（6.5英寸）炮，其中“卡里尼亚诺王子”号分别有10门和12门炮，“墨西拿”号和“佛得伯爵”号仅分别有4门和18门。
“卡里尼亚诺王子”号是三舰中唯一一艘在第三次意大利独立战争前完工的并参加了利萨海战。在这次战斗中，本舰虽然是意大利舰队中的战列线领头舰，但由于奥地利指挥官特格特霍夫少将集中攻击舰队的中部，因此没有遭受太多火力。与强大级一样，卡里尼亚诺王子级在1870年代也迅速过时，在此后并没有太多的活动。1875年，“卡里尼亚诺王子”号被报废出售。为了减少海军预算，另外两舰在五年后也被从海军序列中除籍。“墨西拿”号当时就被报废出售，而“佛得伯爵”号则一直留存到1898年才被拆解。
| 舰名                    | 主炮                                  | 装甲            | 排水量                 | 推进器                                                  | 服役          | 服役           | 服役          | 服役           |
| 舰名                    | 主炮                                  | 装甲            | 排水量                 | 推进器                                                  | 开建          | 下水           | 完工          | 结局           |
| ----------------------- | ------------------------------------- | --------------- | ---------------------- | ------------------------------------------------------- | ------------- | -------------- | ------------- | -------------- |
| “卡里尼亚诺王子”号 （Principe di Carignano） | 10门203（8英寸）炮 12门164（6英寸）炮 | 4.75英寸（121） | 3,912長噸（3,975公噸） | 单轴，单胀蒸汽机， 10.4節（19.3每小時；12.0英里每小時） | 1861年1月     | 1863年9月15日  | 1865年6月11日 | 1875年报废拆解 |
| “墨西拿”号 （）         | 4门203（8英寸）炮 18门164（6英寸）炮  | 4.75英寸（121） | 3,912長噸（3,975公噸） | 单轴，单胀蒸汽机， 10.4節（19.3每小時；12.0英里每小時） | 1861年9月28日 | 1864年12月20日 | 1867年2月     | 1880年报废拆解 |
| “佛得伯爵”号 （）       | 4门203（8英寸）炮 18门164（6英寸）炮  | 4.75英寸（121） | 3,912長噸（3,975公噸） | 单轴，单胀蒸汽机， 10.4節（19.3每小時；12.0英里每小時） | 1863年3月2日  | 1867年7月29日  | 1871年12月    | 1898年报废拆解 |

### 意大利国王级

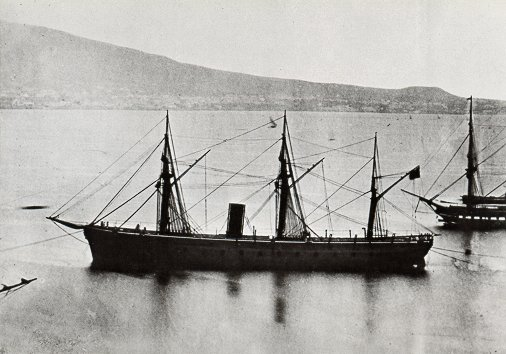
意大利国王级铁甲舰中的一艘

由于意大利国内造船厂的建造能力有限，无法满足意大利海军的舰只需求，在下达第一批订单后，新成立的意大利王国开始向国外造船企业下造舰订单。第一批海外建造的铁甲舰就是从美国订购的意大利国王级。本舰级在设计上主要基于法国的“光荣”号铁甲舰，舷侧安装有36门重炮，明显比早期意大利铁甲舰更为强大。然而事实证明，服役期间这几艘军舰的表现差强人意，其部分原因就在于舰首舰尾未得到有效防护，并直接导致“意大利国王”号在利萨海战中战沉。由于美国造船厂使用生材来建造舰体，导致舰体质量很差。这使得“意大利国王”号在服役生涯的早期就被发现舰体已经严重腐烂不得不弃置。
“意大利国王”号自服役起到利萨海战开始前不久一直是意大利舰队的旗舰。然而就在海战爆发前不久，意大利舰队指挥官卡洛·佩利翁·德·佩尔萨诺海军上将撤掉了该舰的舰队旗舰职务，并转移到了全新的炮塔舰“铅锤”号上。舰队其他舰只的指挥官基本上得知这一变动，这在意大利舰队中造成了大范围的混乱。在随后的混战中，“意大利国王”号的方向舵被打掉，导致舰体无法自如操纵。之后，该舰被奥地利舰队旗舰“费迪南·马克斯大公”号撞沉并造成了重大的人员伤亡。“葡萄牙国王”号也被“皇帝”号木质风帆战列舰撞击，但仅受轻伤。在接下来的十年里，“葡萄牙国王”号和意大利其他的铁甲舰一样基本上没有什么活动。1875年，由于船体严重腐烂，并且当时正在建造大型非常昂贵的卡约·杜里奥级铁甲舰，“葡萄牙国王”号作为减少海军开支的一种手段而被被废弃并出售。
| 舰名                | 主炮                                 | 装甲           | 排水量                 | 推进器                                              | 服役           | 服役          | 服役          | 服役                     |
| 舰名                | 主炮                                 | 装甲           | 排水量                 | 推进器                                              | 开建           | 下水          | 完工          | 结局                     |
| ------------------- | ------------------------------------ | -------------- | ---------------------- | --------------------------------------------------- | -------------- | ------------- | ------------- | ------------------------ |
| “意大利国王”号 （） | 6门203（8英寸）炮 30门164（6英寸）炮 | 4.5英寸（114） | 5,700長噸（5,800公噸） | 单轴，单膨胀蒸汽机， 12節（22每小時；14英里每小時） | 1861年11月21日 | 1863年4月18日 | 1864年9月14日 | 1866年，在利萨海战中沉没 |
| “葡萄牙国王”号 （） | 6门203（8英寸）炮 30门164（6英寸）炮 | 4.5英寸（114） | 5,700長噸（5,800公噸） | 单轴，单膨胀蒸汽机， 12節（22每小時；14英里每小時） | 1861年12月     | 1863年8月29日 | 1864年8月23日 | 1875年报废拆解           |

### 玛利亚·皮亚皇后级

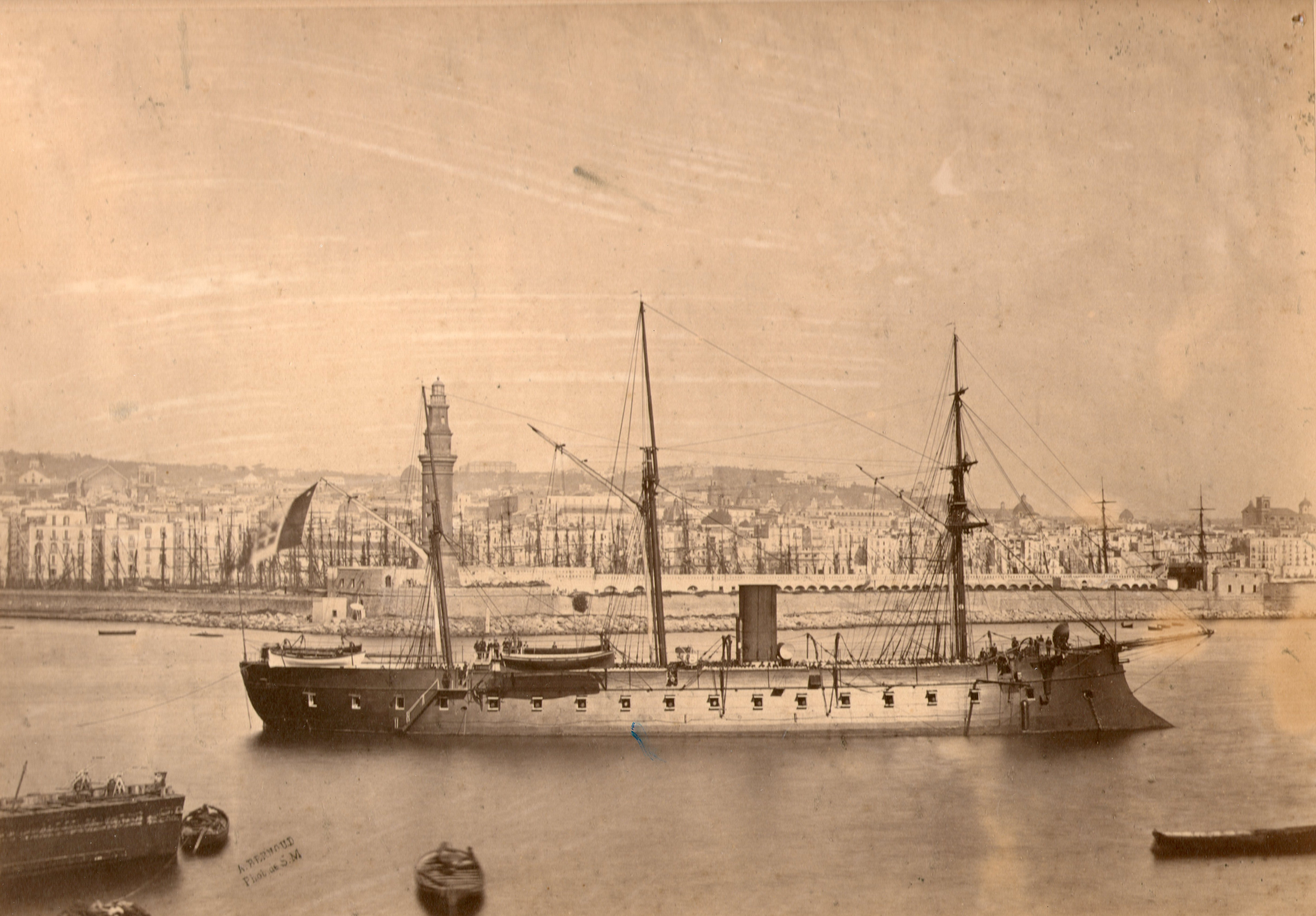
“卡斯特尔菲达多”号。

为了继续其海军扩张计划，1862年意大利海军向法国造船厂订购了另外四艘铁甲舰。这四艘舰由法国海军设计师设计由三个不同的造船厂负责建造。因此虽然主要参数大致相同，但尺寸还是略有不同。除了三门164毫米口径的火炮作为舰首炮放置在舰体前后火力装甲区中，舰上配备的其他23门主炮都是传统的舷侧布置。尽管在火炮威力方面没有之前的意大利国王级那么强大，但是本舰级诸舰在服役中被证明更有效率，并一直服役到19世纪80年代。
这四艘军舰都在第三次意大利独立战争前完工，并组成了意大利铁甲舰队的核心。在利萨海战中，本级四舰都加入了意大利海军舰队的战列线。战斗中，“圣马蒂诺”号试图在“意大利国王”号被撞沉之前进行营救，但在混乱中却撞上了“玛利亚·皮亚皇后”号。在混战中，“安科纳”号还撞上了意大利岸防舰“瓦雷泽”号，但两边都没有受到严重损坏。
在接下来的20年里，本级四舰都在意大利海军舰队中服役，防卫意大利本土和海外殖民地。这四艘军舰在19世纪80年代后期都进行了现代化改造，之后被用作训练船。1903到1904年间，“玛利亚·皮亚皇后”号、“安科纳”号和“圣马蒂诺”号被海军除籍，而“卡斯特尔菲达多”号则被作为鱼雷训练船一直留用到1910年才被报废出售。
| 舰名                     | 主炮                                 | 装甲    | 排水量                 | 推进器                                                | 服役          | 服役           | 服役          | 服役           |
| 舰名                     | 主炮                                 | 装甲    | 排水量                 | 推进器                                                | 开建          | 下水           | 完工          | 结局           |
| ------------------------ | ------------------------------------ | ------- | ---------------------- | ----------------------------------------------------- | ------------- | -------------- | ------------- | -------------- |
| “玛利亚·皮亚皇后”号 （Regina Maria Pia） | 8门203（8英寸）炮 22门164（6英寸）炮 | 121毫米 | 4,527長噸（4,600公噸） | 单轴，单膨胀蒸汽机，12.96節（24每小時；15英里每小時） | 1862年7月22日 | 1863年4月28日  | 1864年4月17日 | 1904年报废拆解 |
| “圣马蒂诺”号 （）        | 8门203（8英寸）炮 22门164（6英寸）炮 | 121毫米 | 4,527長噸（4,600公噸） | 单轴，单膨胀蒸汽机，12.96節（24每小時；15英里每小時） | 1862年7月22日 | 1863年9月21日  | 1864年11月9日 | 1903年报废拆解 |
| “卡斯特尔菲达多”号 （）  | 8门203（8英寸）炮 22门164（6英寸）炮 | 121毫米 | 4,527長噸（4,600公噸） | 单轴，单膨胀蒸汽机，12.96節（24每小時；15英里每小時） | 1862年7月22日 | 1863年8月1日   | 1864年5月     | 1910年报废拆解 |
| “安科纳”号 （）          | 8门203（8英寸）炮 22门164（6英寸）炮 | 121毫米 | 4,527長噸（4,600公噸） | 单轴，单膨胀蒸汽机，12.96節（24每小時；15英里每小時） | 1862年8月11日 | 1864年10月17日 | 1866年4月     | 1903年报废拆解 |

### 罗马级

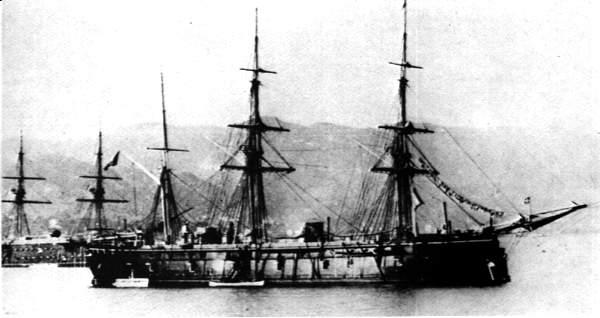
1870年，“罗马”号停泊中。

1863年，意大利皇家海军又订购了两艘铁甲舰。彼时世界上其他强国的海军已经开始试验首批中央炮房舰。这种新式铁甲舰摒弃了常规的主炮舷侧布局，改采用在舰舯部集中装设一座较小型的主炮组。这一设计使得设计者可以使用明显更小范围（也相对更轻型）的先测装甲来保护部分炮组，反过来也给更多更重型的火炮提供了容纳空间。由于由此设计出的舰只舰体更短，操控性也得到提升。此外，中央炮房的布局使得部分火炮可以向舰首和舰尾进行发炮。因此，罗马级铁甲舰首舰“罗马”号就按照原始设计完成建造，但“威尼斯”号却在中途进行大规模改造后成为了一艘中央炮房铁甲舰。建成后的“罗马”号主炮组方案与其姊妹舰“威尼斯”号完全不同，为5门254毫米炮组和10门203毫米炮组。
与大多数在意大利建造的第一代铁甲舰一样，两舰在第三次意大利独立战争期间太晚完工，以至于无法投入使用。由于意大利海军在战争中的失败，“罗马”号在服役生涯中几乎没有任何活动。在普法战争期间，该舰被动员起来，在这期间意大利利用法国的失败占领了罗马。之后，“罗马”号与舰队其他舰只准备攻击奇维塔韦基亚港口，但最终因无法集结足够的兵力而作罢。在1890年，该舰被改装成一艘补给船。1896年，“罗马”号意外被闪电点燃起火以至严重受损，最终被迫拆解处理。
| 舰名          | 主炮                                  | 装甲           | 排水量                 | 推进器                                            | 服役      | 服役           | 服役      | 服役           |
| 舰名          | 主炮                                  | 装甲           | 排水量                 | 推进器                                            | 开建      | 下水           | 完工      | 结局           |
| ------------- | ------------------------------------- | -------------- | ---------------------- | ------------------------------------------------- | --------- | -------------- | --------- | -------------- |
| “罗马”号 （Roma） | 5门10英寸（254）炮 12门203（8英寸）炮 | 5.9英寸（150） | 6,151長噸（6,250公噸） | 单轴，单胀蒸汽机， 13節（24每小時；15英里每小時） | 1863年2月 | 1865年12月18日 | 1869年5月 | 1896年报废拆解 |

## 中央炮房铁甲舰

### 罗马级

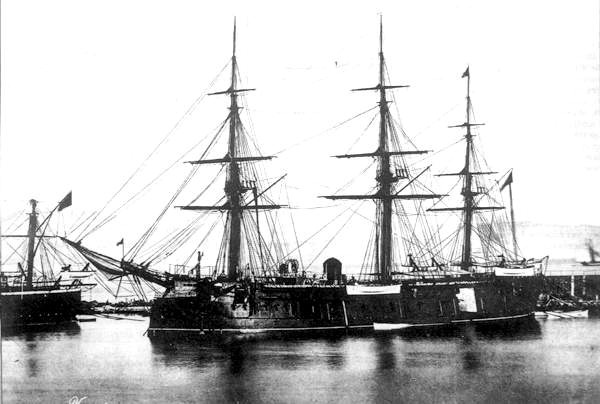
1876年，“威尼斯”号停泊中。

为了应对已经出现的中央炮房铁甲舰，意大利海军紧急将1863年已经订购开建的罗马级第二舰进行改建。改建后的“威尼斯”号成为了一艘中央炮房铁甲舰，采用与该舰级首舰“罗马”号完全不同的18门254毫米舰炮。具有讽刺意味的是，当“威尼斯”号开始服役时，意大利海军已经开始建造更先进的舰艇，比如卡约·杜里奥级炮塔舰。
与大多数在意大利建造的第一代铁甲舰一样，本级两舰在第三次意大利独立战争期间完工得太迟，以至于无法及时投入使用。1880年，威尼斯号成为一艘鱼雷训练船，1896年被当作废品出售。
| 舰名            | 主炮                                  | 装甲           | 排水量                 | 推进器                                            | 服役      | 服役          | 服役         | 服役           |
| 舰名            | 主炮                                  | 装甲           | 排水量                 | 推进器                                            | 开建      | 下水          | 完工         | 结局           |
| --------------- | ------------------------------------- | -------------- | ---------------------- | ------------------------------------------------- | --------- | ------------- | ------------ | -------------- |
| “威尼斯”号 （） | 5门10英寸（254）炮 12门203（8英寸）炮 | 5.9英寸（150） | 6,151長噸（6,250公噸） | 单轴，单胀蒸汽机， 13節（24每小時；15英里每小時） | 1863年2月 | 1869年1月21日 | 1873年4月1日 | 1896年报废拆解 |

### 阿玛迪奥王子级

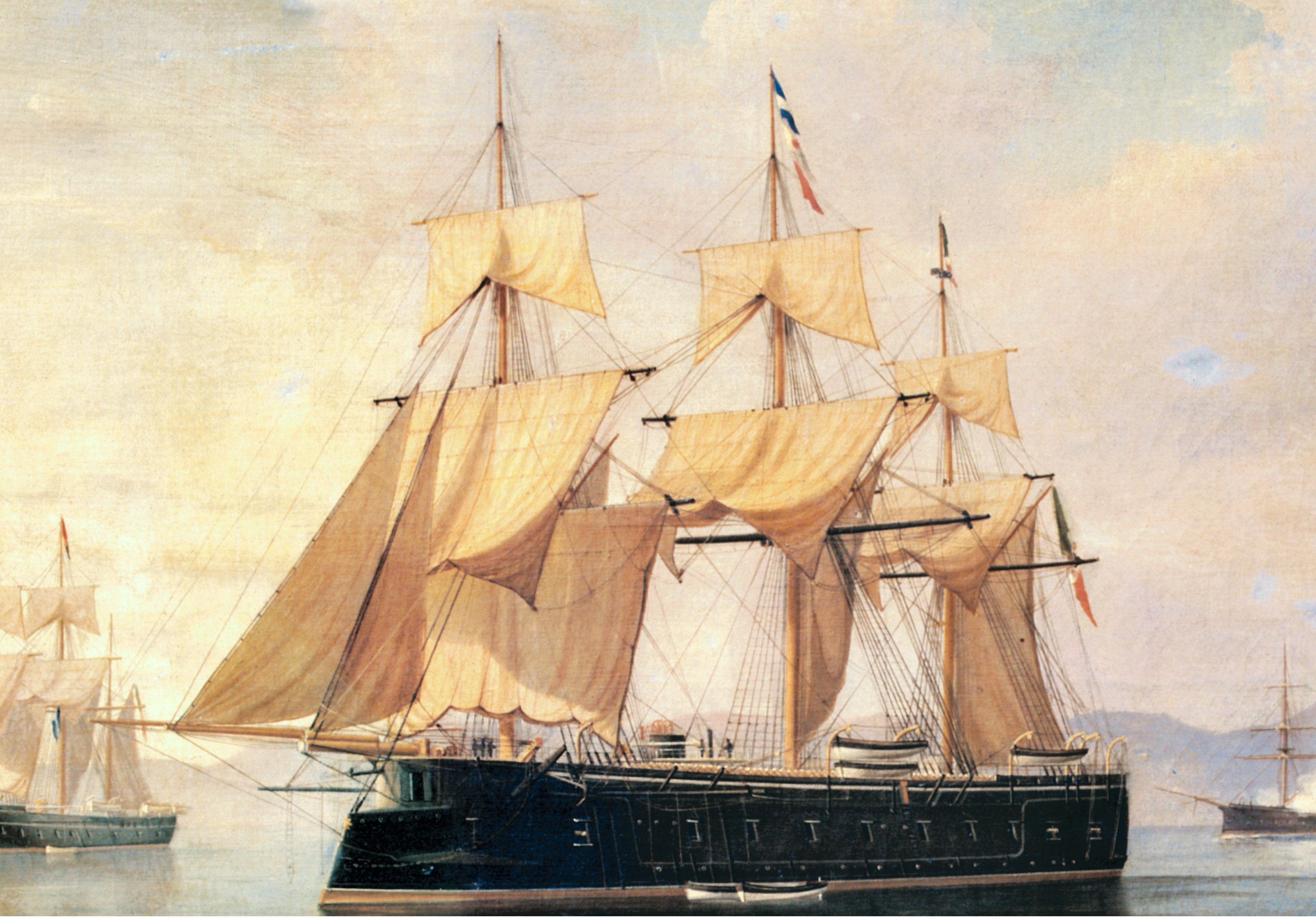
“阿玛迪奥王子”号的绘画。

两艘阿玛迪奥王子级铁甲舰是意大利第一代铁甲舰中的最后一批，也是意大利建造的唯一一批一开始就被设计为中央炮房式的铁甲舰（卡里尼亚诺王子级属于在木制护卫舰基础上改造）。“阿玛迪奥王子”号与“帕莱斯特罗”号与以往意大利铁甲舰的炮位有所不同，两舰都将279毫米炮作为舰首炮，“阿玛迪奥王子”号的6门254毫米口径炮被放在一座单独的中央炮房中，而“帕莱斯特罗”号则将其中4门安置在舰尾炮房内，另两门安置在舰首。
本级诸舰的建造速度过于缓慢以至于都未能参加意大利统一战争的最后阶段。建成后，两舰被分配到殖民地，偶尔在主力舰队旗下参加活动。19世纪80年代后期，“阿玛迪奥王子”号和“帕莱斯特罗”号从前线退下，分别作为塔兰托和拉马达莱娜港口防御部队的指挥舰。1895年，“阿玛迪奥王子”号被从海军序列中除籍，在塔兰托被用作弹药存储船，直到1910年被当作废品出售。“帕莱斯特罗”号在1894年至1900年间被改为一艘训练船，此时该舰已经被除籍。最终在1902年到1904年之间被拆解。
| 舰名                  | 主炮                            | 装甲           | 排水量                 | 推进器                                                  | 服役      | 服役                   | 服役           | 服役           |
| 舰名                  | 主炮                            | 装甲           | 排水量                 | 推进器                                                  | 开建      | 下水                   | 完工           | 结局           |
| --------------------- | ------------------------------- | -------------- | ---------------------- | ------------------------------------------------------- | --------- | ---------------------- | -------------- | -------------- |
| “阿玛迪奥王子”号 （Principe Amedeo） | 6门254毫米炮 1门279（11英寸）炮 | 8.7英寸（221） | 6,020長噸（6,120公噸） | 单轴，单胀蒸汽机， 12.2節（22.6每小時；14.0英里每小時） | 1865年8月 | 1872年1月15日          | 1874年12月15日 | 1910年报废拆解 |
| “帕莱斯特罗”号 （）   | 6门254毫米炮 1门279（11英寸）炮 | 8.7英寸（221） | 6,020長噸（6,120公噸） | 单轴，单胀蒸汽机， 12.2節（22.6每小時；14.0英里每小時） | 1865年8月 | 1871年9月30日或10月2日 | 1875年7月11日  | 1902年报废拆解 |

## 炮塔舰以及露炮台铁甲舰

### “铅锤”号

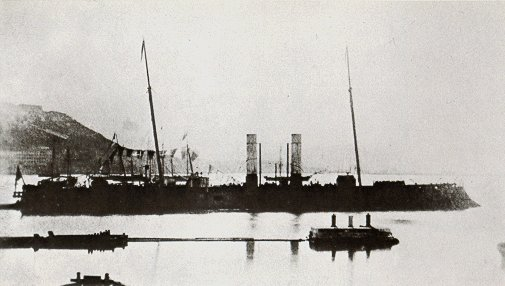
利萨海战后不久的“铅锤”号。

“铅锤”号是最后一艘在海外建造的意大利海军铁甲舰，1862年自英国订购。本舰也是为意大利海军建造的唯一一艘撞角铁甲舰。本舰的设计者、当时的指挥官西蒙尼·安东尼奥·圣邦最初计划不给该舰配备武装，仅使用撞角攻击敌方。但英国造船厂在这设计上增加了两门300磅阿姆斯特朗炮。由于其设计目标是用于撞击其他舰只，其干舷较低，上层建筑也较为小型。1866年6月，当意大利准备向奥地利宣战时，该舰还在建造中。意大利海军迫切希望得到这艘强大的新舰，于是派遣船员将尚未完工的舰只运回意大利，以加强舰队的实力。
“铅锤”号加入意大利舰队时，利萨海战还在进行中。在战斗当天上午，当奥地利舰队还在靠近时，佩尔萨诺在没有通知舰队其他舰只的情况下将旗舰从“意大利国王”号转移到了“铅锤”号上。他试图在意大利战舰背侧航行，对个别舰只发出命令。然而由于舰长们并不知道佩尔萨诺在“铅锤”号上，因而没有理睬他发出的命令。在“意大利国王”号被撞沉后，佩尔萨诺最终决定让“铅锤”号参战。他命令“铅锤”号试图撞沉奥地利的“皇帝”号，但没有成功。在双方舰队脱离接触后，意大利舰队撤退到安科纳。在此处，“铅锤”号沉没，其原因可能是由于战斗中受到的损害，也可能是其低干舷无法经受袭击港口的暴风雨。19世纪80年代末，“铅锤”号被改造为一艘更现代化的战舰。之后该舰于1891年被改成一艘训练船服役到1907年才被从海军序列中除籍。之后被改装成一艘供应船。但最终命运未知。
| 舰名          | 主炮       | 装甲         | 排水量                 | 推进器                                              | 服役          | 服役          | 服役          | 服役             |
| 舰名          | 主炮       | 装甲         | 排水量                 | 推进器                                              | 开建          | 下水          | 完工          | 结局             |
| ------------- | ---------- | ------------ | ---------------------- | --------------------------------------------------- | ------------- | ------------- | ------------- | ---------------- |
| “铅锤”号 （） | 2门300磅炮 | 127（5英寸） | 4,307長噸（4,376公噸） | 单轴，单膨胀蒸汽机， 12節（22每小時；14英里每小時） | 1863年4月11日 | 1865年11月3日 | 1866年6月20日 | 1907年，命运未知 |

### 卡约·杜里奥级

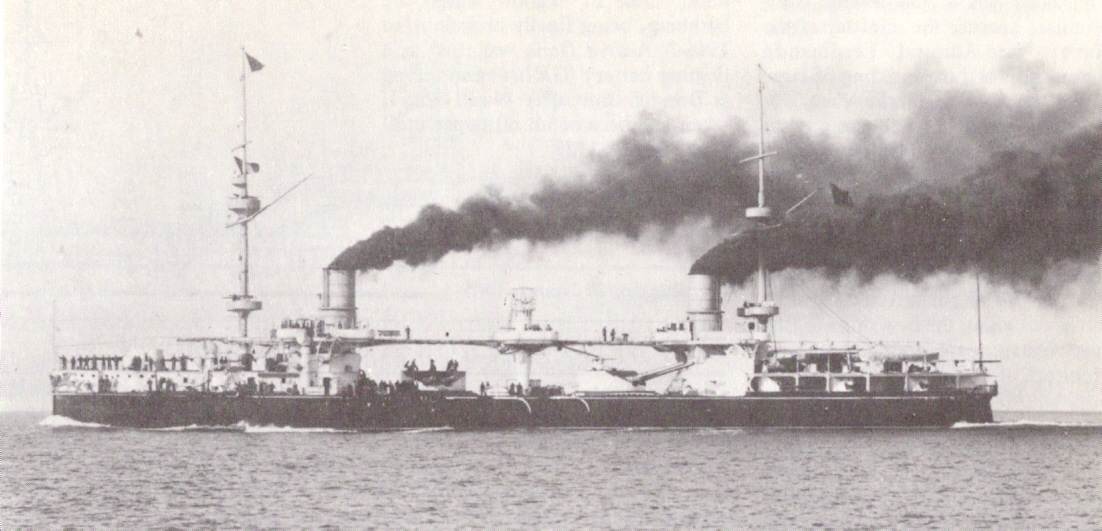
“恩里克·丹多洛”号1898年照片，此时已经更换为254毫米口径主炮。

1879年代初，意大利政府决定再次拨款给意大利皇家海军，以重建海军舰队。其最初的目的是为了在与奥地利海军舰队的对峙中保持最大优势。作为这项新计划的第一步，海军订购了两艘由贝内德托·伯林设计的大型炮塔舰。在建造过程中，伯林对设计进行了多次修改，最终确定了由四门重达100吨的大炮组成的武器装备，这几门大炮分别安装在舰舯部两座双联炮塔中，允许双炮向前、向后或者以有限的弧线向两侧射击。伯林还在舰首和舰尾采用了蜂窝式“木筏”设计，旨在降低因战斗破坏而发生进水风险。这使得伯林可以缩短水线装甲的长度，从而使大型舰艇的排水量尽可能低。
本舰级在入役后不久意大利就与德国以及奥匈帝国签署了三国同盟协议，这使得这些战舰的原本设计策略变得毫无意义。其结果，意大利的主要潜在对手变成了德国的传统对手——法国。为此，意大利海军舰队在整个1880至1890年代都在不停开展军事演习，为将来对法国的战争发展制定理论。“恩里克·丹多洛”号在1890年代中期接受了大规模的改造工程，加装了很多现代化的速射炮。但由于改造工程的成本太高，因此“卡约·杜里奥”号没有进行改造。因配置过时，“卡约·杜里奥”号和“恩里克·丹多洛”号分别于1902年和1905年被降级为训练舰。“卡约·杜里奥”号于1909年被改装为供应船，其后的最终结局未见记载。“恩里克·丹多洛”号于1913年被改成一搜警备舰，并在一战期间继续服役。1920年该舰被除籍，同年被拆解。
| 舰名                   | 主炮                 | 装甲            | 排水量                   | 推进器                                                     | 服役          | 服役          | 服役          | 服役                             |
| 舰名                   | 主炮                 | 装甲            | 排水量                   | 推进器                                                     | 开建          | 下水          | 完工          | 结局                             |
| ---------------------- | -------------------- | --------------- | ------------------------ | ---------------------------------------------------------- | ------------- | ------------- | ------------- | -------------------------------- |
| “卡约·杜里奥”号 （Caio Duilio）   | 4门450（17.7英寸）炮 | 21.5英寸（550） | 12,071長噸（12,265公噸） | 两轴，复合蒸汽机， 15.04節（27.85每小時；17.31英里每小時） | 1873年4月24日 | 1876年5月8日  | 1880年1月6日  | 1909年被改造成了储油船，结局不明 |
| “恩里克·丹多洛”号 （） | 4门450（17.7英寸）炮 | 21.5英寸（550） | 12,071長噸（12,265公噸） | 两轴，复合蒸汽机， 15.04節（27.85每小時；17.31英里每小時） | 1873年1月8日  | 1878年7月10日 | 1882年4月11日 | 1920年报废拆解                   |

### 意大利级

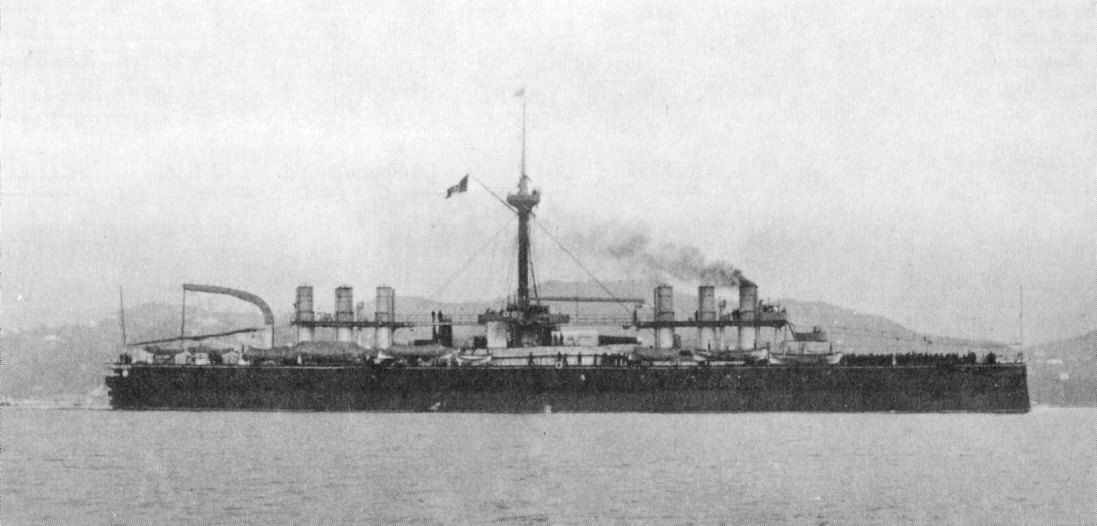
“意大利”号的照片，约1897年。

在伯林的指导下，意大利海军重建计划继续进行。在1876年到1887年间，该计划下又建造了两艘意大利级铁甲舰。本级两舰除了几个重点参数外，大致上与卡约·杜里奥级相似。其中最重要的不同在于意大利级放弃了卡约·杜里奥级装备的重型舷侧水线装甲带，转而采用由早期舰只中引入的蜂窝筏支撑的斜面装甲甲板。由于装甲的改变带来的舰体重量大幅减轻，使得本舰级的速度比当时世界上其他铁甲舰都要快很多。事实上，高速、重炮和轻型装甲结构的组合使得本舰级被海军历史学家劳伦斯·桑德豪斯称为“战列巡洋舰原型”。此外，比起卡约·杜里奥级，本舰级采用更轻量的炮塔组成主炮组。
意大利级两舰在整个服役生涯中绝大多数时间都与卡约·杜里奥级一起在舰队中服役。在舰队中，两舰主要负责训练演习任务。在1900年代初，意大利皇家海军计划参照“恩里克·丹多洛”号的方式改装两舰，但最终因费用过高而放弃。随之两舰被降级为次要角色，“勒班托”号在1902年被改为一艘炮兵训练舰，而“意大利”号则在1909年被改为鱼雷训练船。两舰在1911年都参加了意土战争，在期间被派往的黎波里，为攻占这座北非城市的意大利军队提供炮火支援。1915年3月，就在意大利加入第一次世界大战之前不久，“勒班托”号被作为废品出售。然而“意大利”号在战争期间一直在服役。最初，该舰是在布林迪西作为一艘警备舰，1917年12月被改装成一艘粮食运输舰在交通部和国家铁路部旗下工作。1921年回到意大利皇家海军旗下，并于当年被报废。
| 舰名            | 主炮               | 装甲                 | 排水量                   | 推进器                                                  | 服役          | 服役          | 服役           | 服役           |
| 舰名            | 主炮               | 装甲                 | 排水量                   | 推进器                                                  | 开建          | 下水          | 完工           | 结局           |
| --------------- | ------------------ | -------------------- | ------------------------ | ------------------------------------------------------- | ------------- | ------------- | -------------- | -------------- |
| “意大利”号 （Italia） | 4门432（17英寸）炮 | 4英寸（102）（甲板） | 15,407長噸（15,654公噸） | 四轴，复合蒸汽机， 17.8節（33.0每小時；20.5英里每小時） | 1876年1月3日  | 1880年9月29日 | 1885年10月16日 | 1921年报废拆解 |
| “勒班托”号 （） | 4门432（17英寸）炮 | 4英寸（102）（甲板） | 15,407長噸（15,654公噸） | 四轴，复合蒸汽机， 17.8節（33.0每小時；20.5英里每小時） | 1876年11月4日 | 1883年3月17日 | 1887年8月16日  | 1915年报废拆解 |

### 劳利亚的鲁杰罗级

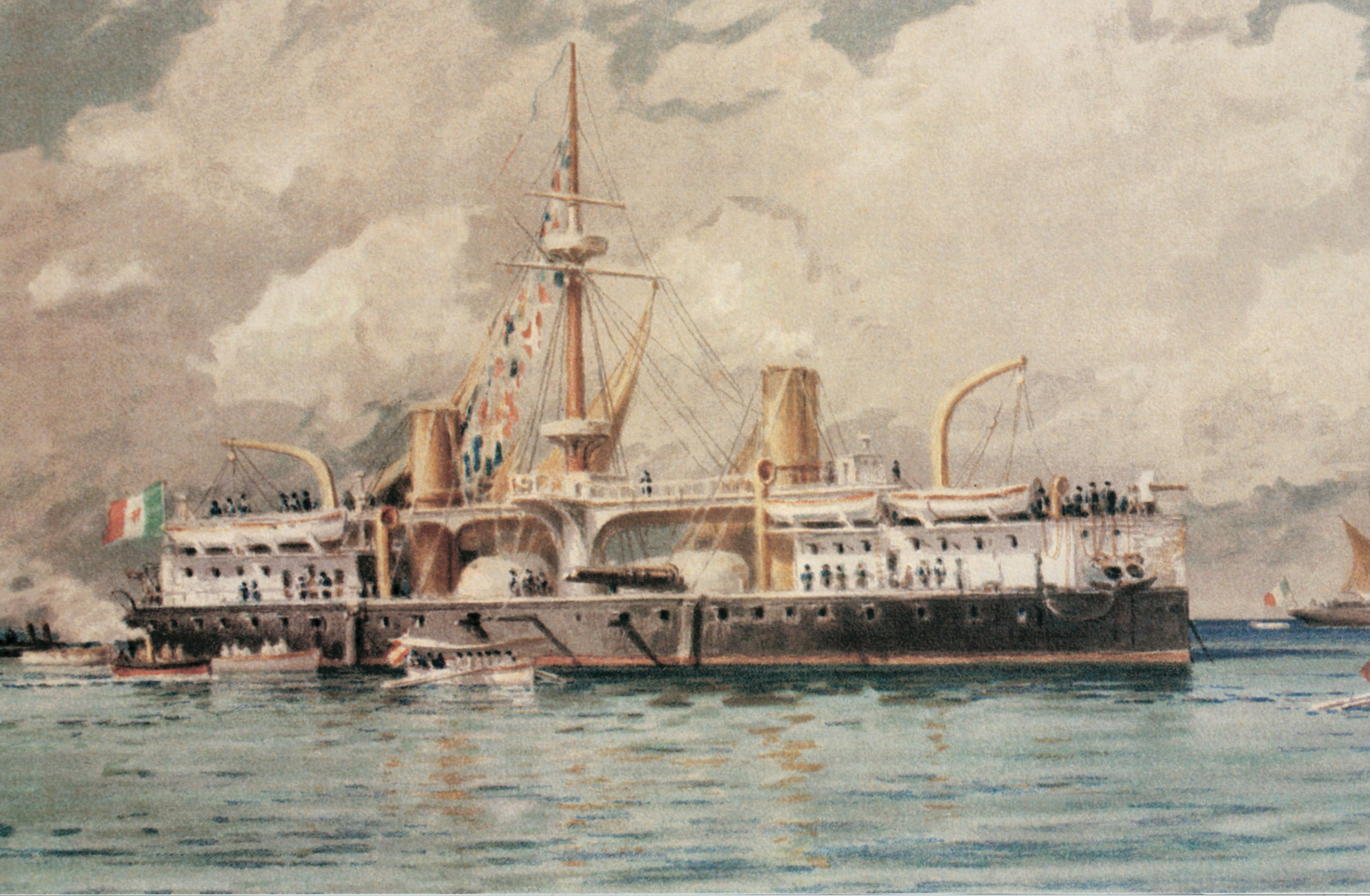
“劳利亚的鲁杰罗”号的油画。

到了1880年，伯林被迫辞去意大利海军部长的职务，他的位置被海军上将费迪南多·阿克顿取代。阿克顿反对伯林设计的超大型军舰（尤其是装甲薄弱的意大利级），因此他指示朱塞佩·米凯利领导设计人员设计了一款排水量限制在10,000長噸（10,000公噸）的小型舰只。阿克顿还规定，新型舰的设计方案应该回归卡约·杜里奥级的防御式设计哲学。包括新式后膛装弹炮、复合装甲等被纳入设计中。尽管如此，这几艘军舰在入役时就已经显得过时。到了19世纪80年代末，英国皇家海军已经开始建造皇家主权级战列舰。这是第一艘无畏舰出现之前的战列舰，使得老式的铁甲战列舰变得过时。此外，技术进步，尤其是装甲生产技术（先是哈维装甲，然后是克虏伯装甲）的进步，也促成了这种船舶的迅速淘汰。
因设计过时等因素，本级三舰的整个服役生涯大多在意大利舰队内负责参加演习活动，并没有太多实际行动记载。意大利海军在1909年开始建造一系列现代化的战列舰后，将“劳利亚的鲁杰罗”号改为浮动油库，而将“弗朗切斯科·莫罗西尼”号改为测试鱼雷用的靶船。之后，“劳利亚的鲁杰罗”号被更名为“GM 45”号并在二战期间于1943年被盟军轰炸机击伤后沉没。而“安德烈亚·多利亚”号一直在服役中，直到1911年被改装为补给船。1915年5月意大利加入第一次世界大战后，该舰被重新激活为一艘警备舰驻扎在布林迪西。战争结束后，本舰被改造成一座浮动油库，直到1929年被当作废品拆解出售。
| 舰名                         | 主炮               | 装甲             | 排水量                   | 推进器                                                        | 服役          | 服役           | 服役          | 服役                 |
| 舰名                         | 主炮               | 装甲             | 排水量                   | 推进器                                                        | 开建          | 下水           | 完工          | 结局                 |
| ---------------------------- | ------------------ | ---------------- | ------------------------ | ------------------------------------------------------------- | ------------- | -------------- | ------------- | -------------------- |
| “劳利亚的鲁杰罗”号 （）      | 4门432（17英寸）炮 | 17.75英寸（451） | 10,997長噸（11,173公噸） | 两轴，复合蒸汽机， 16至17節（30至31每小時；18至20英里每小時） | 1881年8月3日  | 1884年8月9日   | 1888年2月1日  | 1943年被轰炸机炸沉   |
| “弗朗切斯科·莫罗西尼”号 （） | 4门432（17英寸）炮 | 17.75英寸（451） | 10,997長噸（11,173公噸） | 两轴，复合蒸汽机， 16至17節（30至31每小時；18至20英里每小時） | 1881年12月4日 | 1885年7月30日  | 1889年8月21日 | 1909年，作为目标沉没 |
| “安德烈亚·多利亚”号 （）     | 4门432（17英寸）炮 | 17.75英寸（451） | 10,997長噸（11,173公噸） | 两轴，复合蒸汽机， 16至17節（30至31每小時；18至20英里每小時） | 1882年1月7日  | 1885年11月21日 | 1891年5月16日 | 1929年报废拆解       |

### 翁贝托国王级

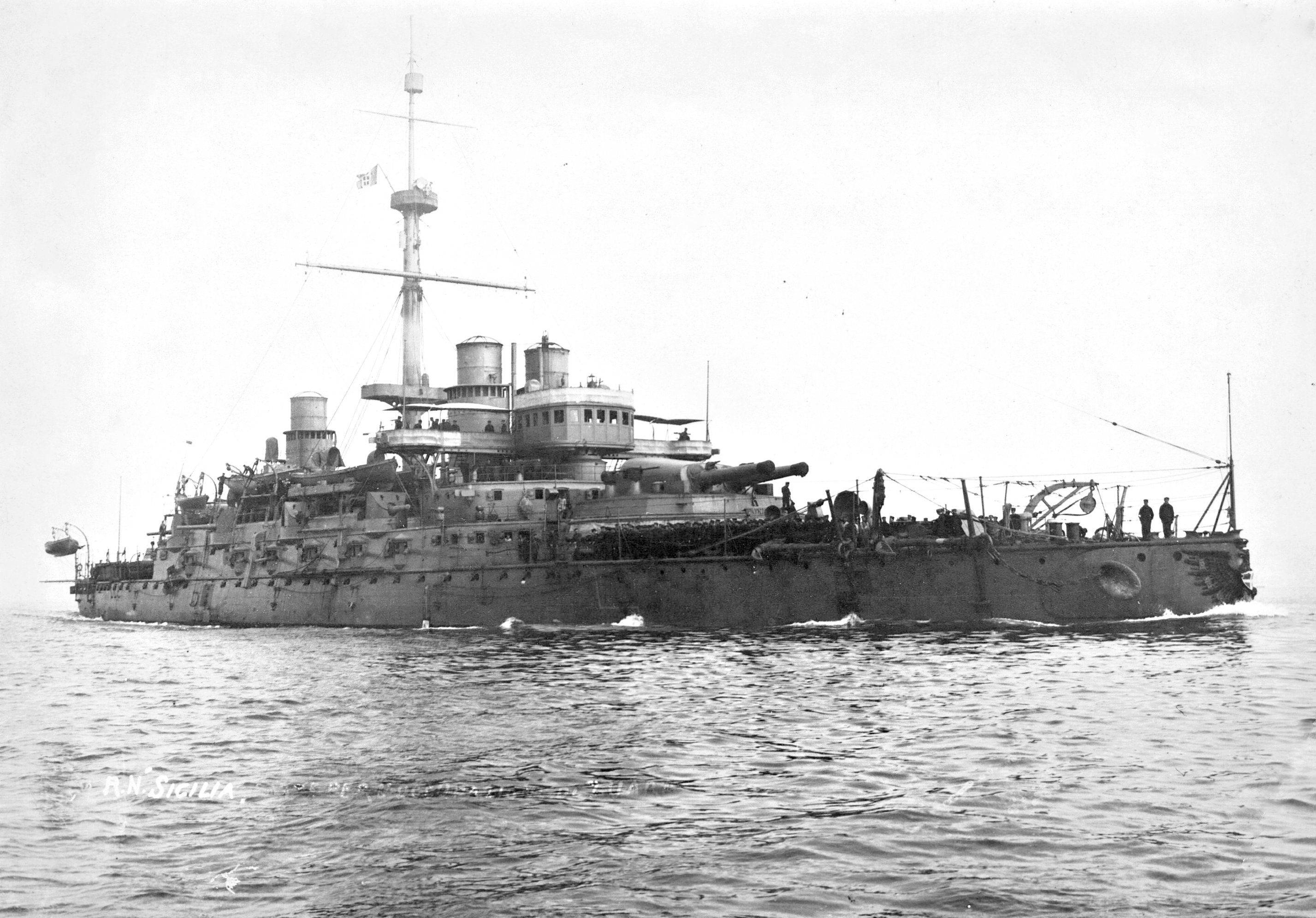
1911年的“西西里”号。

伯林于1883年回到海军部，这使得他的设计偏好在同年订购新一批铁甲舰时占了上风。新一级铁甲舰在遵循意大利级相同的基线下，应伯林的要求加大了排水量，同时减轻了装甲以提高航速。然而与伯林早起的设计所不同的是，这种新型舰只放弃了舰舯部梯次舰炮的布局，转而采用中线布局。在舰体中线上，前后各有一门炮。这些舰只还采用了明显更小的英国制造的主炮，与英国海军上将级使用的BL 13.5英寸火炮相同。本舰级第三舰“撒丁”号采用了三胀发动机，这也是三胀发动机首次被用在意大利主力舰只上。同样，“撒丁”号也是首批装备有马可尼新型无线电报系统的军舰之一。
翁贝托国王级各舰在服役生涯的早期全都被编入意大利舰队中，尽管更现代化的前无畏舰海军上将圣邦级和玛格丽特皇后级已经于1900年中期入役。为此，翁贝托国王级三舰在1905年被降格为预备役舰只。意土战争期间，三舰被重新启用于执行对岸炮击任务。在北非战役中，三舰用舰炮轰击奥斯曼帝国港口地区对防御设施以支援意大利攻占的黎波里市的地面部队。战后，“西西里”号被改成了无畏舰供应船。然而随着意大利加入第一次世界大战，“撒丁”号和“翁贝托国王”号分别成为了威尼斯和布林迪西的警备船。1918年，“翁贝托国王”号被改装，以大量轻型火炮代替原有的武器装备，成为一艘攻击用舰只，并预备攻击奥匈帝国在普拉的基地。然而还未开始任务，战争就结束了。该舰最终在1920年被拆解，其他两舰也在1923年被报废拆解。
| 舰名                | 主炮                     | 装甲    | 排水量                   | 推进器                                                  | 服役           | 服役           | 服役          | 服役           |
| 舰名                | 主炮                     | 装甲    | 排水量                   | 推进器                                                  | 开建           | 下水           | 完工          | 结局           |
| ------------------- | ------------------------ | ------- | ------------------------ | ------------------------------------------------------- | -------------- | -------------- | ------------- | -------------- |
| “翁贝托国王”号 （） | 4门343毫米(13.5英寸)舰炮 | 102毫米 | 15,454長噸（15,702公噸） | 两轴，复合蒸汽机， 18.5節（34.3每小時；21.3英里每小時） | 1884年7月10日  | 1888年10月17日 | 1893年2月16日 | 1920年报废拆解 |
| “西西里”号 （）     | 4门343毫米(13.5英寸)舰炮 | 102毫米 | 15,454長噸（15,702公噸） | 两轴，复合蒸汽机， 18.5節（34.3每小時；21.3英里每小時） | 1884年11月3日  | 1891年7月6日   | 1895年5月4日  | 1923年报废拆解 |
| “撒丁”号 （）       | 4门343毫米(13.5英寸)舰炮 | 102毫米 | 15,454長噸（15,702公噸） | 两轴，复合蒸汽机， 18.5節（34.3每小時；21.3英里每小時） | 1885年10月24日 | 1890年9月20日  | 1895年2月16日 | 1923年报废拆解 |

## 脚注

### 引文
1. 1 2  陈悦 (2015)，第234頁.
2. ↑  李昊 (2020)，第15頁.
3. ↑  马幼垣 (2013)，第68頁.
4. ↑  香港城市大學中國文化中心 (2006)，第206頁.
5. 1 2 3  张恩东 (2018)，第232頁.
6. 1 2  张恩东 (2018)，第233頁.
7. 1 2 3  张恩东 (2018)，第234頁.
8. ↑  张恩东 (2018)，第237頁.
9. 1 2 3  张恩东 (2018)，第236頁.
10. 1 2  张恩东 (2018)，第238頁.
11. ↑  杨颖莉 (2004)，第264頁.
12. ↑  布鲁斯·泰勒 (2021)，第30頁.
13. 1 2 3 4 5 6  张恩东 (2018)，第239頁.
14. 1 2 3  张恩东 (2018)，第241頁.
15. 1 2 3 4 5 6 7 8 9  张恩东 (2018)，第243頁.
16. 1 2 3 4 5  张恩东 (2018)，第244頁.
17. 1 2 3 4  张恩东 (2018)，第230頁.
18. ↑  文聘元 (2019)，第258頁.
19. 1 2  O'Hara, Dickson & Worth (2013)，第180頁.
20. ↑  Gröner，第ix頁.
21. ↑  袁随善 & 何志刚 (1992)，第159頁.
22. ↑  张恩东 (2018)，第126頁.
23. ↑  Ordovini (2014)，第328頁.
24. ↑  Gardiner (1979)，第334–335, 337頁.
25. 1 2  Greene & Massignani 1998，第217–222頁
26. 1 2  Wilson (1896)，第219–241頁.
27. 1 2  张黎源 (2020)，第222頁.
28. ↑  李昊 (2020)，第57頁.
29. 1 2 3 4  Sondhaus 2001，第112頁
30. 1 2 3 4 5 6 7 8 9 10 11 12 13  Gardiner (1979)，第337頁.
31. 1 2  Gardiner 1979，第335, 338頁
32. 1 2  Gardiner 1979，第338頁
33. 1 2  Sondhaus 1994，第50–51頁
34. 1 2 3 4 5 6 7 8 9 10 11 12 13 14 15 16 17 18 19 20 21 22 23 24 25 26 27  Fraccaroli (1979)，第338頁.
35. ↑  刘萌 (2020)，第105頁.
36. ↑  上海市科技翻译学会 (1995)，第424頁.
37. ↑  Ordovini (2014)，第338頁.
38. ↑  毛红梅 (2020)，第598頁.
39. ↑  张恩东 (2018)，第254頁.
40. ↑  张黎源 (2020)，第165頁.
41. ↑  郭威 (2007)，第245頁.
42. ↑  Wilson (1896)，第220–242頁.
43. 1 2  郭威 (2007)，第122頁.
44. 1 2  西风 (2019)，第226頁.
45. 1 2  郭威 (2007)，第204頁.
46. ↑  Wilson (1896)，第220–233, 236–242頁.
47. ↑  Greene & Massignani (1998)，第232–233頁.
48. ↑  张恩东 (2018)，第235頁.
49. ↑  袁随善 & 何志刚 (1992)，第333頁.
50. ↑  《英汉舰船科技词汇》编辑组 (1975)，第124頁.
51. ↑  Gardiner (1979)，第335, 339頁.
52. ↑  Ordovini (2014)，第342頁.
53. ↑  Wilson (1896)，第234–238, 240, 247頁.
54. ↑  Ordovini (2014)，第343–344頁.
55. 1 2 3 4  Gardiner 1979，第339頁
56. 1 2 3 4 5 6 7 8 9 10 11 12 13 14 15 16 17 18 19 20 21 22 23 24 25 26 27 28 29 30 31 32 33 34 35 36 37 38 39 40 41 42 43  Fraccaroli (1979)，第339頁.
57. ↑  Sondhaus (1994)，第44頁.
58. 1 2  Ordovini (2014)，第348頁.
59. 1 2  Gardiner (1979)，第336, 339頁.
60. ↑  Gardiner (1979)，第337-340頁.
61. ↑  Ordovini (2014)，第358頁.
62. 1 2 3 4 5 6 7 8  Gardiner 1979，第340頁
63. 1 2 3 4 5 6 7 8 9 10 11  Fraccaroli (1979)，第340頁.
64. ↑  Gardiner (1979)，第335, 339–340頁.
65. ↑  Ordovini 2014，第354頁
66. ↑  Wilson (1896)，第223–225, 232–241, 245頁.
67. ↑  Greene & Massignani (1998)，第237頁.
68. ↑  《英汉舰船科技词汇》编辑组 (1975)，第571頁.
69. ↑  张恩东 (2018)，第240頁.
70. ↑  Greene & Massignani (1998)，第394頁.
71. ↑  Gardiner (1979)，第340–341頁.
72. ↑  Clarke & Thursfield 1897，第202–203頁
73. ↑  Sondhaus (1994)，第66–67頁.
74. 1 2 3 4 5 6 7  Silverstone (1984)，第297頁.
75. ↑  张恩东 (2018)，第242頁.
76. 1 2 3 4 5 6 7 8 9 10 11 12 13 14 15 16  Gardiner (1979)，第341頁.
77. ↑  Gibbons (1983)，第106頁.
78. ↑  Beehler (1913)，第47頁.
79. ↑  徐钟 (2006)，第813頁.
80. ↑  《英汉舰船科技词汇》编辑组 (1975)，第572頁.
81. ↑  Gardiner & Gray 1985，第255頁
82. 1 2  Sondhaus (2014)，第99頁.
83. ↑  Gardiner (1979)，第340–342頁.
84. ↑  张恩东 (2018)，第71頁.
85. 1 2  Sondhaus (2014)，第107–108, 111頁.
86. ↑  Gardiner & Gray，第255–256頁.
87. 1 2 3 4 5 6 7 8 9 10 11 12 13 14 15 16 17 18 19 20 21 22 23 24 25 26 27 28 29 30 31 32  Gardiner (1979)，第342頁.
88. ↑  Gardiner & Gray (1985)，第255–256頁.
89. ↑  张恩东 (2018)，第245頁.
90. ↑  Gardiner (1979)，第29, 342頁.
91. ↑  张恩东 (2018)，第246頁.
92. ↑  杨颖莉 (2004)，第22頁.
93. ↑  张恩东 (2018)，第247頁.
94. ↑  杨颖莉 2004，第264頁
95. ↑  Gardiner (1979)，第342–343頁.
96. ↑  Brassey (1905)，第45頁.
97. ↑  Beehler (1913)，第19–20, 47–48, 81, 90–91頁.
98. ↑  Gardiner & Gray (1985)，第256頁.

## 期刊来源
- Brassey, Thomas A (编). . The Naval Annual (Portsmouth: J. Griffin & Co.). 1905: 40–57. OCLC 937691500.
- Ordovini, Aldo F.; Petronio, Fulvio; Sullivan, David M. . Warship International. Vol. 51 no. 4. December 2014: 323–360. ISSN 0043-0374.
- 香港城市大學中國文化中心. 九州學林. 2006, 4 (2): 206. ISSN 1729-9756 （中文（香港））. 缺少或|title=为空 (帮助)